# Şırnak (circonscription électorale)
La circonscription électorale de Şırnak correspond à la province du même nom et envoie 4 députés à la Grande assemblée nationale de Turquie.

## Composition
La circonscription de Şırnak est divisée en 7 districts (ilçe). Chaque district est composé d'un chef-lieu et de municipalités (communes et villages).

## Résultats électoraux

### Élections législatives de juin 2015
| Partis                   | Partis                               | Voix | %   | Sièges | +/- | Élus                                                        |
| ------------------------ | ------------------------------------ | ---- | --- | ------ | --- | ----------------------------------------------------------- |
|                          | Parti démocratique des peuples (HDP) |      |     | 4      | Nv. | Faysal Sarıyıldız, Leyla Birlik, Ferhat Encu et Aycan İrmez |
|                          |                                      |      |     |        |     |                                                             |
| Total                    | Total                                |      | 100 | 4      |     | -                                                           |
| Inscrits / participation |                                      |      |     |        |     |                                                             |

### Élections législatives de novembre 2015
| Partis                   | Partis                               | Voix | %   | Sièges | +/-           | Élus                                                        |
| ------------------------ | ------------------------------------ | ---- | --- | ------ | ------------- | ----------------------------------------------------------- |
|                          | Parti démocratique des peuples (HDP) |      |     | 4      | en stagnation | Faysal Sarıyıldız, Leyla Birlik, Ferhat Encu et Aycan İrmez |
|                          |                                      |      |     |        |               |                                                             |
| Total                    | Total                                |      | 100 | 4      | en stagnation | -                                                           |
| Inscrits / participation |                                      |      |     |        |               |                                                             |

### Élections législatives de 2018
| Partis                   | Partis                                        | Voix    | %     | Sièges | +/-           | Élus                                        |
| ------------------------ | --------------------------------------------- | ------- | ----- | ------ | ------------- | ------------------------------------------- |
|                          | Parti démocratique des peuples (HDP)          | 164 184 | 70,24 | 3      | 1             | Hasan Özgüneş, Nuran İmir et Hüseyin Kaçmaz |
|                          | Parti de la justice et du développement (AKP) | 42 516  | 18,19 | 1      | 1             | Rizgin Birlik                               |
|                          | Parti d'action nationaliste (MHP)             | 9 370   | 4,01  | 0      | en stagnation |                                             |
|                          | Parti républicain du peuple (CHP)             | 6 363   | 2,72  | 0      | en stagnation |                                             |
|                          | Parti de la cause libre (HÜDA PAR)            | 4 856   | 2,08  | 0      | en stagnation |                                             |
|                          | Le Bon Parti (İYİ)                            | 4 629   | 1,98  | 0      | Nv.           |                                             |
|                          | Parti de la félicité (SP)                     | 1 069   | 0,46  | 0      | en stagnation |                                             |
|                          | Parti patriote (VATAN)                        | 363     | 0,16  | 0      | en stagnation |                                             |
|                          | Indépendants (Ind.)                           | 408     | 0,17  | 0      | en stagnation |                                             |
|                          |                                               |         |       |        |               |                                             |
| Total                    | Total                                         | 233 758 | 100   | 4      | en stagnation | -                                           |
| Inscrits / participation | Inscrits / participation                      | 268 840 | 86,88 |        |               |                                             |

### Élections législatives de 2023
| Partis                   | Partis                                        | Voix    | %     | Sièges | +/-           | Élus                                                         |
| ------------------------ | --------------------------------------------- | ------- | ----- | ------ | ------------- | ------------------------------------------------------------ |
|                          | Parti de la gauche verte (YSP)                | 171 602 | 62,62 | 3      | en stagnation | Nevroz Uysal Alsan, Mehmet Zeki İrmez et Ayşegül Doğan Dağlı |
|                          | Parti de la justice et du développement (AKP) | 58 732  | 21,43 | 1      | en stagnation | Arslan Tatar                                                 |
|                          | Parti républicain du peuple (CHP)             | 23 826  | 8,69  | 0      | en stagnation |                                                              |
|                          | Parti d'action nationaliste (MHP)             | 6 738   | 2,46  | 0      | en stagnation |                                                              |
|                          | Le Bon Parti (İYİ)                            | 3 172   | 1,16  | 0      | en stagnation |                                                              |
|                          | Parti de la victoire (ZP)                     | 3 117   | 1,13  | 0      | Nv.           |                                                              |
|                          | Nouveau parti de la prospérité (YRP)          | 1 636   | 0,60  | 0      | Nv.           |                                                              |
|                          | Parti de gauche (SOL)                         | 1 186   | 0,43  | 0      | en stagnation |                                                              |
|                          | Parti de la patrie (M)                        | 1 017   | 0,37  | 0      | Nv.           |                                                              |
|                          | Parti de la justice et de l'unité (AB)        | 474     | 0,17  | 0      | Nv.           |                                                              |
|                          | Parti de la grande unité (BBP)                | 417     | 0,15  | 0      | en stagnation |                                                              |
|                          | Parti des droits et libertés (HAK)            | 354     | 0,13  | 0      | en stagnation |                                                              |
|                          | Parti des travailleurs de Turquie (TIP)       | 263     | 0,10  | 0      | en stagnation |                                                              |
|                          | Parti de la justice (AP)                      | 229     | 0,08  | 0      | Nv.           |                                                              |
|                          | Parti de la mère patrie (ANAP)                | 223     | 0,08  | 0      | en stagnation |                                                              |
|                          | Parti de l'union du pouvoir (GBP)             | 209     | 0,08  | 0      | Nv.           |                                                              |
|                          | Parti jeune (GP)                              | 185     | 0,07  | 0      | en stagnation |                                                              |
|                          | Parti communiste de Turquie (TKP)             | 168     | 0,06  | 0      | en stagnation |                                                              |
|                          | Parti patriote (VATAN)                        | 148     | 0,05  | 0      | en stagnation |                                                              |
|                          | Parti de libération du peuple (HKP)           | 114     | 0,04  | 0      | en stagnation |                                                              |
|                          | Mouvement communiste (TKH)                    | 92      | 0,03  | 0      | Nv.           |                                                              |
|                          | Parti de la nation (MP)                       | 78      | 0,03  | 0      | en stagnation |                                                              |
|                          | Parti de l'innovation (YP)                    | 74      | 0,03  | 0      | Nv.           |                                                              |
|                          | Parti de la route nationale (MYP)             | 1       | 0,00  | 0      | Nv.           |                                                              |
|                          |                                               |         |       |        |               |                                                              |
| Total                    | Total                                         | 274 055 | 100   | 4      | en stagnation | -                                                            |
| Inscrits / participation | Inscrits / participation                      | 324 504 | 84,60 |        |               |                                                              |